# Leyenda I
Leyenda I es el nombre del octavo álbum de estudio grabado por la agrupación guatemalteca Alux Nahual bajo el sello Discos De Centroamérica (DIDECA). Fue publicado en 1991 en versiones de vinilo y casete. La producción se convirtió en un clásico y es el disco más vendido de una banda de rock guatemalteca. Alcanzó categoría de disco de oro por ventas en Centroamérica. Durante esta época Alux Nahual empezó a promocionarse en los Estados Unidos, en donde entre la población latinoamericana alcanzó gran aceptación. Este fue el último trabajo publicado por la banda con DIDECA.
El disco estaba conformado originalmente por diez canciones. La idea de la producción era mejorar el sonido de los primeros éxitos de la banda, que habían sido grabados casi 10 años antes. De esta forma Alux Nahual grabó nuevamente 6 de sus temas más emblemáticos, con nuevos arreglos y un estilo más alternativo, sin perder las raíces sinfónicas de los mismos. El disco se complementó con la canción "Con Tus Manos" incluida en el Extended Play del mismo nombre y que no contó con mucha distribución; además de dos temas extaídos del disco Alto Al Fuego (1987) y uno más del disco Conquista (1982). 
Al año siguiente DIDECA publicó la producción en CD modificando el orden de las canciones y agregando 5 temas más de sus producciones pasadas. Esto puede notarse en la diferencia de calidad del sonido entre las primeras 10 canciones y las últimas, agregadas para convertir la producción en un Grandes Éxitos.

## Lista de canciones (versión 1991)
1. Con tus Manos (versión 1988)
2. Hombres de Maíz
3. La Fábula del Grillo y el Mar
4. Conquista
5. Mujer (versión 1982)
6. Aquí está tu tierra
7. Dime que has olvidado
8. Alto al Fuego (versión 1987)
9. Libre Sentimiento
10. Como un Duende (versión 1987)

## Lista de canciones (versión 1992)
1. Mujer (versión 1982)
2. Aquí está tu tierra
3. Dime que has olvidado
4. Alto al Fuego (versión 1987)
5. Libre Sentimiento
6. Como un Duende (versión 1987)
7. Con tus Manos (versión 1988)
8. Hombres de Maíz
9. La Fábula del Grillo y el Mar
10. Conquista
11. Centroamérica  (versión 1986)
12. El Espíritu del Duende (versión 1984)
13. Fiesta Privada (versión 1987)
14. Toca Viejo (versión 1987)
15. De la Noche a la Mañana (versión 1989)

- Datos: Q5974426